# Мітрень
Мітрень, Мітрені (рум. Mitreni) — село у повіті Келераш в Румунії. Входить до складу комуни Мітрень.
Село розташоване на відстані 50 км на південний схід від Бухареста, 57 км на захід від Келераші.

## Населення
За даними перепису населення 2002 року у селі проживали 1775 осіб, з них 1772 особи (99,8%) румунів. Усі жителі села рідною мовою назвали румунську.